# Aun (Troms)
Pour les articles homonymes, voir Aun.
Aun est une localité du comté de Troms, en Norvège.

## Géographie
Administrativement, Aun fait partie de la kommune de Harstad.